# Lepidanthrax hyposelus
Lepidanthrax hyposelus är en tvåvingeart som beskrevs av Hall 1976. Lepidanthrax hyposelus ingår i släktet Lepidanthrax och familjen svävflugor. Inga underarter finns listade i Catalogue of Life.